# Lucas Fortuna
Lucas Cardoso Fortuna (Goiânia, 11 de março de 1984 – Cabo de Santo Agostinho, 18 de novembro de 2012) foi um jornalista, árbitro esportivo e militante político brasileiro. Fortuna era homossexual e fundou o Grupo Colcha de Retalhos, que militava a favor dos direitos dos LGBTs na Universidade Federal de Goiás. Presidente do Diretório Municipal do Partido dos Trabalhadores (PT) em Santo Antônio, na região metropolitana de Goiânia, Fortuna foi encontrado morto com evidências de espancamento e tortura no município de Cabo de Santo Agostinho, no Pernambuco. Sua morte repercutiu em todo o país através das redes sociais.

## Assassinato
Lucas Cardoso Fortuna morava em Santo Antônio, onde era presidente do Diretório Municipal do Partido dos Trabalhadores (PT), e militava no movimento LGBT de Goiânia. Além disso, foi fundador do Grupo Colcha de Retalhos, que lutava em defesa da causa LGBT dentro da Universidade Federal de Goiás (UFG), onde se formou em jornalismo em 2010. Como militante da causa LGBT, organizou diversas paradas do orgulho LGBT na capital goiana e lutou pela aprovação do Projeto de Lei 122 pelo Congresso Nacional.
Em novembro de 2012, Fortuna viajou até o estado do Pernambuco a serviço da Federação Goiana de Voleibol (FGV) para ser árbitro de um campeonato paralímpico da modalidade esportiva no município de Cabo de Santo Agostinho, no Grande Recife. Segundo informações da Pousada Caravelas de Pinzón, onde ele estava hospedado com o grupo da FGV, Fortuna iria retornar para Goiânia no dia 19 de novembro, mas conseguiu adiar a passagem aérea de volta para prolongar sua estadia em Pernambuco. Em 17 de novembro, após confirmar o adiamento, saiu do hotel e sua ausência só foi notada na manhã do dia seguinte. O corpo de Fortuna foi então encontrado boiando entre as praias de Calhetas e Gaibu. O corpo estava só de cuecas, o que logo suscitou a hipótese de que se tratava de um crime com motivações homofóbicas.
Segundo o laudo do Instituto Médico Legal (IML), a causa mortis de Fortuna foi afogamento. O documento atesta ainda, que a vítima foi espancada, pois apresentava diversas marcas de violência pelo corpo. Fortuna foi esfaqueado duas vezes: na altura da orelha e no pescoço. A Polícia Civil designou a Delegacia de Crimes Violentos Letais Intencionais (CVLI) do Cabo de Santo Agostinho para investigar o assassinato. Inicialmente, a polícia estudava a possibilidade de motivação homofóbica para o crime, mas essa foi descartada e logo foi constatado se tratar de um latrocínio.
Em 6 de dezembro de 2012, a Polícia Civil apresentou laudo informando que Fortuna foi vítima de latrocínio. Segundo as investigações, Felipe Maurício da Silva Livino e Leonardo Manoel da Silva roubaram e mataram Fortuna nas proximidades da pousada em que o jornalista estava hospedado na praia de Gaibu. Em 18 de novembro, a vítima saiu da pousada acompanhado por dois desconhecidos em direção às pedras da praia de Calhetas, onde um deles manteve relações sexuais com Fortuna. Em seguida, a dupla assaltou o jornalista. Insatisfeitos com o produto do roubo, um celular e 20 reais, os criminosos espancaram Fortuna e jogaram-no no mar, onde ele veio a falecer por afogamento.
Após o crime, os assassinos trocaram de roupa e tentaram entrar no quarto da pousada, usando a chave que roubaram da vítima. A entrada no estabelecimento, no entanto, não foi permitida pela recepcionista. Um dos assassinos foi preso três dias após o crime em Escada, após praticar roubos na região. O segundo foi capturado em 5 de dezembro de 2012 em posse do celular de Fortuna. Gleide Ângelo, a delegada responsável pelo caso, descartou a motivação homofóbica do crime. Segundo ela, "os rapazes não são homofóbicos. Eles queriam roubar, roubavam qualquer um, aí roubaram Lucas".